# 塔卡豹蛛
塔卡豹蛛（学名：Pardosa takahashii），又名沙地豹蛛、沙地狼蜘，为狼蛛科豹蛛属的动物。分布于日本、台湾岛等地。该物种的模式产地在日本。